# Nicolas Halma
Nicolas Halma, född den 31 december 1755 i Sedan, död den 4 juni 1828 i Paris, var en fransk vetenskaplig skriftställare.
Halma var professor i matematik och geografi i Paris och vid militärskolan i Fontainebleau, senare bibliotekarie hos kejsarinnan Josefina och, under restaurationen, kanonikus vid Notre-Dame-kyrkan och konservator vid Sainte Geneviève-biblioteket. Han utgav Composition mathématique de Claude Ptolémée, traduite pour la première fois en français (2 volymer, 1813, 1816), Commentaire du Théon d'Alexandrie sur le livre premier de la composition mathématique de Ptolémée, traduit pour la première fois du grec en français (3 volymer, 1822, 1825) och Science et explications de zodiaques (1822, supplement 1823) med mera.